# NN-280
La carretera NN‑280 es una vía departamental secundaria ubicada en el municipio de Villa El Carmen, en el departamento de Managua. Con una longitud de 13.1 kilómetros, conecta la Playa de San Diego con la NIC-10 en el sector de Las Rugamas, sirviendo como acceso principal a desarrollos turísticos como el Gran Pacifica Beach & Golf Resort. Fue construida entre 1966 y 1967 y repavimentada en 2024 para mejorar el acceso turístico y residencial de la zona costera.

## Trazado y cruces
La siguiente tabla muestra su recorrido, localidades y principales conexiones:
| km   | Localidad          | Departamento | Conexión / Ruta |
| ---- | ------------------ | ------------ | --------------- |
| 0.0  | Playa de San Diego | Managua      |                 |
| 5.2  | Gran Pacifica      | Managua      |                 |
| 13.1 | Las Rugamas        | Managua      | NIC 10          |